# 3899 Wichterle
3899 Wichterle eller 1982 SN1 är en asteroid i huvudbältet som upptäcktes den 17 september 1982 av den tjeckiske astronomen Marie Mahrová vid Kleť-observatoriet. Den är uppkallad efter den tjeckiske kemisten Otto Wichterle.
Asteroiden har en diameter på ungefär 21 kilometer och den tillhör asteroidgruppen Themis.